# SS Monopoli 1966
Die Società Sportiva Monopoli 1966 ist ein italienischer Fußballverein aus Monopoli. Der Verein wurde 1966 gegründet und trägt seine Heimspiele im Stadio Vito Simone Veneziani aus, das Platz bietet für 6.880 Zuschauer. Die SS Monopoli 1966 spielte bisher noch nie erst- oder zweitklassig und ist derzeit in der Lega Pro, der dritthöchsten Spielklasse in Italien, zu finden.

## Geschichte
Die heutige Società Sportiva Monopoli 1966 wurde im Jahre 1966 in der Stadt Monopoli, mit heutzutage knapp 50.000 Einwohnern in der Metropolitanstadt Bari in Apulien gelegen, gegründet. Zum Zeitpunkt der Vereinsgründung hieß der Klub Associazione Calcio Monopoli und begann zunächst auf regionalem Niveau in der Seconda Categoria Puglia. Schon nach Ende der Saison 1969/70 konnte erstmals der Aufstieg in die viertklassige Serie D geschafft werden, dem waren zuvor schon zwei Aufstiege in Serie vorausgegangen. In der Serie D etablierte sich der AC Monopoli und spielte die folgenden acht Jahre in dieser Spielklasse, wobei die beste Platzierung ein dritter Platz der Girone H in der Saison 1974/75 war. 1978 qualifizierte sich der AC Monopoli für die neu geschaffene Serie C2 als vierthöchste Spielklasse im italienischen Fußball. Hier spielte man vor allem in der Saison 1980/81 um den Aufstieg in die Serie C1 mit, verpasste diesen aber als Dritter knapp. Drei Jahre später klappte es dann mit dem Aufstieg in die Drittklassigkeit, erstmals in der noch jungen Vereinsgeschichte. Als Zweiter der Girone C lag man bei Saisonende einzig hinter dem AS Jesi.
Auch in der Serie C1 gelang es dem AC Monopoli, sich zu etablieren. Es folgten lange Jahre des Drittligafußballs in Monopoli, in denen neben einer Vielzahl von Mittelfeldplatzierungen vor allem zwei fünfte Plätze in den Spielzeiten 1984/85 und 1986/87 hervorstachen. Von 1989 bis 1991 wurde der AC Monopoli in der Serie C1 von Giuseppe Papadopulo, der später unter anderem für den AC Siena, Lazio Rom und die US Lecce in der Serie A tätig war. Ein Jahr nach Papadopulos Abschied aus Monopoli folgte jedoch der Abstieg des Vereins in die Serie C2, im Übrigen der erste Abstieg überhaupt in der nun bereits 26-jährigen Vereinsgeschichte. In den beiden Folgejahren wurden die Platzierungen zwölf und sechs in der Girone C der Serie C2 erzielt.
Im Sommer 1994 musste der AC Monopoli Konkurs anmelden, wurde aufgelöst und wenig später als Atletico Monopoli neu gegründet. Der Neustart begann in der Prima Categoria Puglia, aus der man direkt im ersten Jahr in die Promozione Puglia aufstieg. Allerdings musste man nach drei Jahren in dieser Spielklasse 1999 wieder den Gang in die Prima Categoria der Provinz antreten. Infolgedessen verschärften sich die finanziellen Probleme von Atletico Monopoli erneut schwer, sodass der Verein zwischen 1999 und 2003 den Spielbetrieb einstellte. 2003 ging es unter dem alten Namen AC Monopoli in der Eccellenza Puglia weiter, von wo aus man nach Ende der Saison 2004/05 in die Serie D zurückkehren konnte. In der mittlerweile fünftklassigen Serie D setzte sich Monopoli gleich im ersten Jahr in der Spitzengruppe fest und schaffte als Zweiter der Girone H, einzig hinter Paganese Calcio, den direkten Durchmarsch in die Serie C2. Mit den Platzierungen fünf, sechs, acht und zehn in den vier Jahren nach dem Aufstieg konnte man sich dort souverän wieder etablieren, bis die finanzielle Lage den Verein jedoch ein weiteres Mal in den Provinzfußball zurückbeförderte. 2010 wurde der Klub als Associazione Sportiva Dilettantistica Liberty Monopoli ein weiteres Mal neu gegründet und spielte nach dem Zwangsabstieg aus der Serie C2 wieder in der Eccellenza Puglia. Zur Saison 2012/13 gelang die Rückkehr in die Serie D, ein Jahr später änderte der Klub erneut seinen Namen und nannte sich fortan Società Sportiva Monospolis, was ein Jahr später mit der Erweiterung um das Gründerjahr zu Società Sportiva Monopoli 1966 modifiziert wurde. Nachdem man sich in der Serie D etabliert hatte und die Saison 2014/15 mit Rang elf auf einem Mittelfeldplatz beendet hatte, gewann der Verein im gleichen Jahr die Coppa Italia Serie D durch einen Finalsieg über Correggese. Bedingt durch Lizenzentzüge gegen vorherige Drittligisten wurde der SS Monopoli 1966 aufgrund dieses Pokalsieges ein Platz in der Lega Pro 2015/16 zugesprochen, was nach 23 Jahren die Rückkehr in die Drittklassigkeit bedeutete.

## Erfolge
- Serie D: 1× (1977/78)

- Coppa Italia Serie D: 1× (2014/15)

## Trainer
- Giuseppe Papadopulo (1989–1991)